# Julius Weisbach
Julius Ludwig Weisbach (Mittelschmiedeberg (atual Mildenau), 10 de agosto de 1806 — Freiberg, 24 de fevereiro de 1871) foi um matemático e engenheiro alemão.

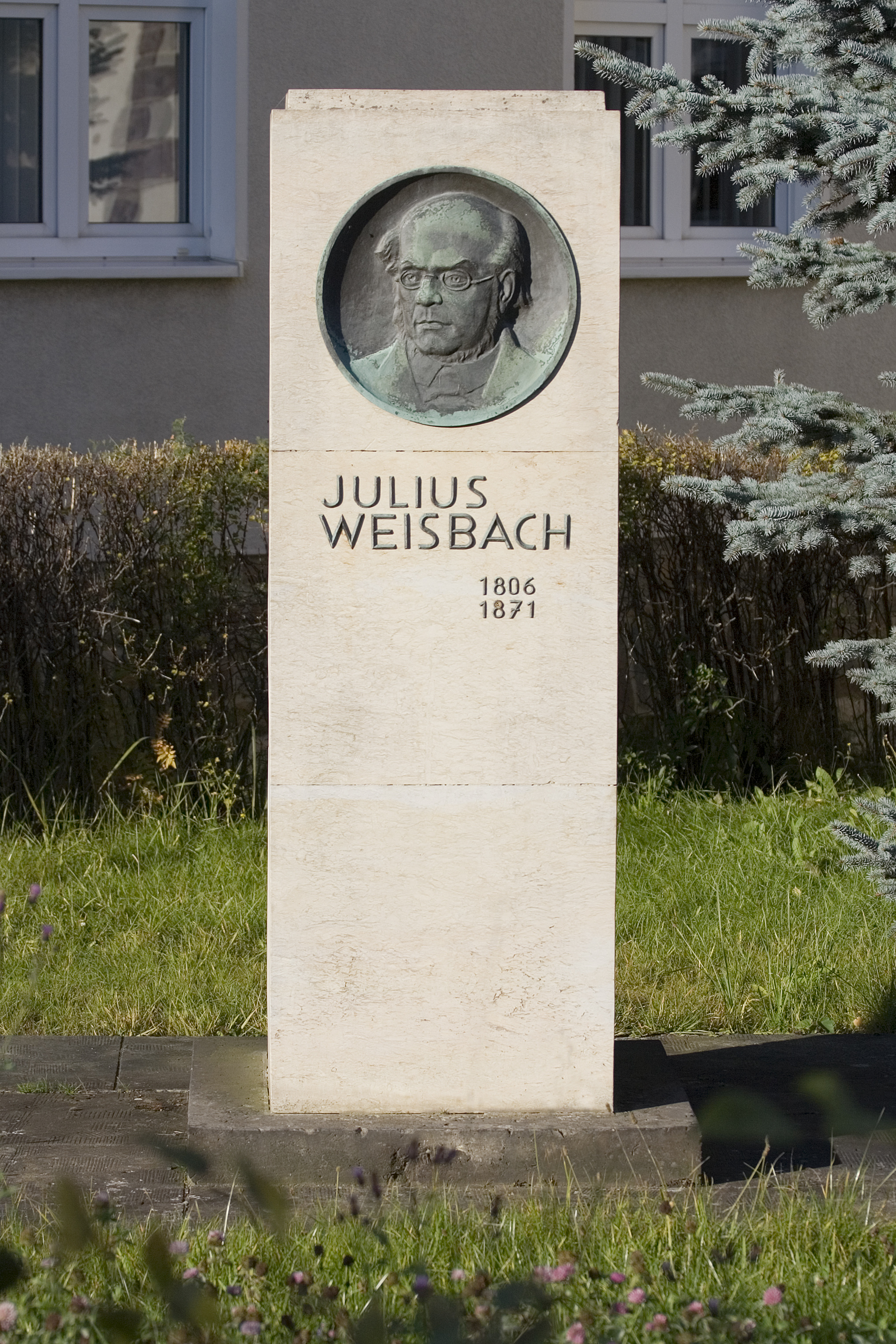
Monumento a Weisbach em Freiberg

## Vida e obra
Weisbach estudou na Bergakademie Freiberg, de 1822 a 1826. Em seguida estudou com Carl Friedrich Gauss em Göttingen e com Friedrich Mohs em Viena.
Em 1831 retornou a Freiberg, onde foi professor de matemática no ginásio local. Em 1833 tornou-se professor de matemática e teoria das máquinas de mineração na Bergakademie. Em 1836 foi promovido a professor de matemática aplicada, mecânica, teoria de máquinas de montanha e Markscheidekunst.
Weisbach escreveu um livro influencial para estudantes de engenharia mecânica, Lehrbuch der Ingenieur- und Maschinenmechanik, que foi expandido e reimpresso diversas vezes entre 1845 e 1863.
Também aprimorou a equação de Darcy na forma atualmente denominada equação de Darcy-Weisbach
Em 1868 foi eleito membro estrangeiro da Academia Real das Ciências da Suécia.

## Publicações selecionadas
- Handbuch der Bergmaschinenmechanik (2 Bde., 1835/1836)
- Lehrbuch der Ingenieur- und Maschinenmechanik (3 Bde., 1845/1863)
- Der Ingenieur, Sammlung von Tafeln, Formeln und Regeln der Arithmetik, Geometrie und Mechanik (1848)
- Die neue Markscheidekunst und ihre Anwendung auf die Anlage des Rothschönberger Stollns bei Freiberg (1851)
- Anleitung zum axonometrischen Zeichnen (1857)

- Commons